# Fuga senza fine
Fuga senza fine (Die Flucht ohne Ende) è un romanzo di Joseph Roth, che fu pubblicato nel 1927 in tedesco, per le edizioni Kurt Wolff a Monaco di Baviera.

## Trama
Franz Tunda, nato nel 1894 a Vienna, tenente dell'Imperial regio Esercito austro-ungarico nella grande guerra, è stato fatto prigioniero dai russi, nell'agosto del 1916, ma con la complicità di alcuni trafficanti locali, riesce a fuggire rifugiandosi in Siberia, nella taiga di Baranowicz Verkhne-Udinskdove. Lì vi rimane sino alla primavera del '19, vivendo in uno sperduto casolare in compagnia di un taciturno cacciatore. Quando scopre che la guerra è finita, parte per tornare a Vienna a cercare la sua promessa sposa: la signorina Irene Hartmann. Nel lungo viaggio attraverso la Russia, in piena guerra civile rivoluzionaria, si trova coinvolto negli scontri tra comunisti e Armata Bianca e s'innamora della compagna Natasha Alexandrovna, affiancandola nella lotta e nell'amore. Giunto a Mosca, i compagni vorrebbero che prendesse la tessera del Partito Comunista per svolgere funzioni di rappresentanza, ma egli, nonostante si sia nel frattempo sposato con Alya a Baku, decide di fuggire per ritornarsene a Vienna. Nella capitale austriaca oltre ad incontrare vecchie conoscenze, riesce a rintracciare il fratello Georg, direttore d'orchestra in una non meglio precisata cittadina sul Reno. Raggiuntolo si ferma da lui per un breve periodo, durante il quale ha la possibilità di conoscere la nuova società tedesca, poi visita Berlino e da lì parte per Parigi. Qui incrocia casualmente, senza che lei lo riconosca e lui voglia farsi riconoscere, la sua ex promessa sposa, che - nel frattempo - si è rifatta una vita.
Scrive Roth:
“La donna si avvicinava sempre di più e benché dall'orlo del marciapiede alla soglia della casa dove egli si trovava non fossero rimasti neppure tre passi, gli parve che il suo cammino durasse un'eternità, come se lei venisse da lui, dritta da lui, non in quella casa, e come se lui stesse aspettando quella donna in quel posto da più anni.
Lei si avvicinò, lui guardò il suo caro, bel viso altero. Lo fissò, un po' risentita un po' lusingata, come le donne guardano, passando, lo specchio di un ristorante o di una scala, felici di verificare la loro bellezza e di disprezzare il poco valore del vetro. Irene guardò Tunda e non lo riconobbe. C'era una parete in fondo ai suoi occhi, una parete tra la retina e l'anima, una parete nei suoi grigi, freddi occhi risentiti" (pp. 148–149). Praticamente in miseria, con un assegno della sussistenza che non basta a pagare l'affitto, il bel tenente Tunda si trova a Parigi, in un'epifania di disincanto e lucidità: “Era il 27 agosto del 1926, alle quattro del pomeriggio, i negozi erano affollati, nei magazzini le donne facevano ressa, nelle case di moda le mannequins giravano su se stesse, nelle pasticcerie chiacchieravano gli sfaccendati, nelle fabbriche sibilavano gli ingranaggi, lungo le rive della Senna si spidocchiavano i mendicanti, nel Bois de Boulogne le coppie d'innamorati si baciavano, nei giardini i bambini andavano in giostra. A quell'ora il mio amico Franz Tunda, trentadue anni, sano e vivace, un uomo giovane, forte, dai molti talenti, era nella piazza davanti alla Madeleine, nel cuore della capitale del mondo e non sapeva cosa dovesse fare. Non aveva nessuna professione, nessun amore, nessun desiderio, nessuna speranza, nessuna ambizione e nemmeno egoismo. Superfluo come lui non c'era nessuno al mondo” (p. 152). come l'aristocratico protagonista de La cripta dei cappuccini che si chiede: "Dove devo andare, ora, io? un Trotta"

## Considerazioni
Fuga senza fine è uno dei racconti più conosciuti di Joseph Roth, inserito da Marcel Reich-Ranicki nel suo canone della letteratura romantica Der Kanon (Il Canon) dei più importanti romanzi scritti in lingua tedesca. Il 1919 è l'anno della formazione della Repubblica di Weimar, di cui Tunda è in qualche modo l'epifenomeno latente. L'ex militare, impoverito, orfano dell'identità dissolta del mondo austro-ungarico, si abbatte come un albero schiantato sull'Europa cosmopolita, distratta dall'eco dei Roaring Twenties gli anni ruggenti. Tunda è il portatore di tutto lo straniamento e la frustrazione della guerra passata e del miserabile presente che, tra poco, nel 1921 per l'esattezza, Hitler, segretario del neocostituito Partito dei Lavoratori Tedesco Nazionalsocialista (NSDAP) — il partito nazista — prometterà di riscattare con la violenza del furore ariano.